# Baie Sauvage
La baie Sauvage est une baie de la Grande Terre des îles Kerguelen, dans les Terres australes et antarctiques françaises. Elle est formée par les rivages sud de la presqu'île Jeanne d'Arc.

## Géographie

### Caractéristiques
La baie Sauvage est située au sud de la presqu'île Jeanne d'Arc, entre le cap des Trois Swains à l'ouest, auxquels succède la baie des Swains, et le cap des Aiguilles à l'est, auquel succède la baie des Licornes.
Large de 10 km au maximum, la baie pénètre sur 3 km dans la presqu'île pour environ 15 km2 de superficie totale. Bordée de falaises abruptes de 400 à 500 m de hauteur tombant directement dans l'océan, elle ouvre au sud sur l'océan Indien et accueille les îlots dits Les Trois Swains. Elle est dominée au nord par le mont Evans (718 m) et Le Phare (714 m).

### Toponymie
Le nom de la baie est attribué en février 1966 par l'ornithologue Benoît Tollu – et confirmée 1967 par la commission de toponymie des îles Kerguelen – en raison de l'impression faite par la topographie.